# 새벽 (드라마)
《새벽》은 1985년 2월 27일 ~ 1986년 1월 12일까지 방영된 KBS1 대하드라마이다. 본래 2년분으로 1986년 말까지 주 1회 방영(수요일)되는 80부작으로 제작될 계획이었으나, 민감한 정치사를 다룬다는 이유로 극작가와 연출자가 교체된 이래, 1986년 초에 조기종영되었다.

## 제작진
- 연출 : 이해욱 → 홍성룡
- 각본 : 김하림 → 오재호

## 출연진
- 서인석 : 용석 역
- 김기섭 : 진석 역
- 김미숙 : 정님 역
- 이덕희 : 혜진 역
- 임혁주 : 이상구 역
- 이순재 : 용석의 스승 역
- 최명수 : 용석의 부친 역
- 정해창 : 용석의 숙부 역
- 서우림 : 용석의 모친 역
- 심양홍 : 정님의 부친 역
- 정재순 : 용석의 숙모 역
- 권미혜 : 정님의 모친 역
- 안해숙 : 진석의 부인 역
- 신구 : 이승만 역
- 이치우 : 김구 역
- 박병호 : 여운형 역
- 임혁 : 박헌영 역
- 문오장 : 조병옥 역
- 양진웅 : 장택상 역
- 김성원 : 장덕수 역
- 민지환 : 김삼룡 역
- 미상 : 조만식 역
- 이대로 : 이주하 역
- 박용식 : 정백 역
- 이신재 : 조완구 역
- 최길호 : 신익희 역
- 박웅 : 송진우 역
- 최정훈 : 엄항섭 역
- 곽경환 : 안재홍 역
- 김진해 : 김준연 역
- 황범식
- 서상익 : 김석원 역
- 김규식 : 김규식 역
- 이영 : 황주신 역
- 강계식 : 허헌 역
- 김동완 : 이시영 역
- 이원종 : 김병로 역
- 이승호 : 박달 역
- 양영준 : 백관수 역
- 김수일 : 전병구 역
- 탁원제 : 이인 역
- 김기진 : 허정 역
- 최용욱 : 이하라 역
- 윤성국 : 니시히로 다다오 역
- 최흘 : 조소앙 역
- 이정웅 : 김종석 역
- 윤덕용 : 이만규 역
- 강태기 : 선우진 역
- 황정아 : 박마리아 역
- 이일웅 : 이묘묵 역
- 윤미라 : 김수임 역
- 김형자 : 김종석의 부인 역
- 김을동 : 임영신 역
- 김해권 : 최순주 역
- 김영식: 최능진 역
- 박경득 : 황주암 역
- 반문섭 : 이관술 역
- 최종원 : 김태선 역
- 김봉근 : 박락종 역
- 염복순 : 이순금 역
- 안옥희 : 김소산 역
- 반효정
- 남일우
- 박혜숙
- 임병기
- 백준기 : 이철승 역
- 선동혁 : 채문식 역
- 이성후 : 박용만 역
- 이동주 : 윤치영 역
- 민욱 : 이강국 역
- 이길재 : 이영 역
- 심우창 : 리승엽 역
- 이현두 : 전진한 역
- 안형식 : 조동우 역
- 박영목 : 설의식 역
- 이한나 : 노성녀 역
- 안승훈 : 한현우 역
- 양재성 : 이기붕 역
- 강만희 : 이범석 역
- 맹호림 : 김성수 역
- 장기용 : 최난수 역
- 신동훈 : 노덕술 역
- 윤병훈 : 이응준 역
- 김윤형 : 김무정 역
- 문창길 : 김사량 역
- 박양례 : 김명시 역
- 허옥숙 : 박선숙 역
- 신종섭 : 최익한 역
- 송창신 : 하필원 역
- 송희남 : 최남근 역
- 김종구 : 김정제 역
- 김경하 : 김창선 역
- 윤병훈 : 이응준 역
- 이의일 : 귄오직 역
- 최헌철 : 채병덕 역
- 유종근 : 최운하 역
- 박칠용 : 공진항 역
- 김기복 : 오일균 역
- 안승훈 : 한현우 역
- 양형호 : 김해균 역
- 박지훈 : 신도성 역
- 기정수 : 이득구 역
- 최주봉 : 김형선 역
- 장칠군 : 임필선 역
- 윤승원 : 우인환 역
- 송보영 : 함대훈 역
- 남성식 : 백남석 역
- 이문환 : 신창균 역
- 이강수 : 신상덕 역
- 김재만 : 유근배 역
- 류대성 : 김인성 역
- 장희수 : 윤봉삼 역
- 황건일 : 김의현 역
- 이현두 : 전진한 역
- 이환지 : 이창희 역
- 김수연 : 조소란 역
- 김선덕 : 윤성선 역
- 문영수 : 이상기 역
- 장학수
- 안병경
- 안옥희
- 황원
- 노영국
- 김새영
- 황민
- 윤상미
- 이항수
- 주덕호
- 김영기
- 한정국
- 전병옥
- 김재영
- 김동수
- 엄익선
- 최재흠
- 케네스 프레이저
- 다니엘 리버스
- 다니엘 오드리

| KBS 대하드라마                             | KBS 대하드라마                            | KBS 대하드라마                              |
| 이전 작품                                  | 작품명                                    | 다음 작품                                   |
| ------------------------------------------ | ----------------------------------------- | ------------------------------------------- |
| 독립문 (1984년 1월 1일 ~ 1984년 12월 20일) | 새벽 (1985년 2월 27일 ~ 1985년 12월 29일) | 노다지 (1986년 10월 25일 ~ 1987년 5월 31일) |